# Мэннингхэм-Буллер, Реджинальд, 1-й виконт Дилхорн
Реджинальд Эдвард Мэннингем-Буллер, 1-й виконт Дилхорн (англ. Reginald Edward Manningham-Buller, 1st Viscount Dilhorne; 1 августа 1905 — 7 сентября 1980) — английский юрист и консервативный политик. Он был известен как сэр Реджинальд Мэннингем-Буллер, 4-й баронет, с 1954 по 1962 год и как лорд Дилхорн с 1962 по 1964 год.

## Происхождение и образование
Родился 1 августа 1905 года в Амершеме, Бакингемшир. Единственный сын сэра Мервина Мэннингема-Буллера, 3-го баронета (1876—1956), внука сэра Эдварда Мэннингема-Буллера, 1-го баронета (1800—1882). Его матерью была достопочтенная Лайла Констанс, леди Мэннингем-Буллер (1884—1944) , дочь Чарльза Кавендиша, 3-го барона Чешема, и внучка Хью Гровенора, 1-го герцога Вестминстера.
Так как поместье его дяди, Дилхорн-холл, перешло к наследнице, не имевшей права на титул баронета, Маннингем-Буллер вырос в Нортгемптоншире. Хотя местные жители в последующие годы произносили его как «Диллхорн», он предпочитал старое произношение «Дилл-урн». Он получил образование в Итонском колледже. Затем он поступил в колледж Магдалины в Оксфорде, где получил степень третьего курса по праву, прежде чем в 1927 году был принят в коллегию адвокатов Иннер-Темпл.

## Карьера
Мэннингем-Буллер был избран в Палату общин на дополнительных выборах 1943 года в качестве члена парламента от Давентри. Он недолгое время был парламентским секретарем Министерства общественных работ в правительстве Уинстона Черчилля, прежде чем оно потеряло власть на парламентских выборах 1945 года, и стал королевским адвокатом в 1947 году. В 1950 году он был вторично избран в Палату общин от Южного Нортгемптоншира.
Когда Уинстон Черчилль вновь пришёл к власти в 1951 году, Мэннингем-Буллер был посвящен в рыцари и стал генеральным солиситором Англии и Уэльса. В 1954 году он принял в состав Тайного совета Великобритании и стал генеральным прокурором Англии и Уэльса. В 1956 году он стал преемником своего отца в качестве 4-го баронета.
Он продолжал быть генеральным прокурором при сэре Энтони Идене и Гарольде Макмиллане до июля 1962 года, когда он был внезапно назначен лордом-канцлером и отправлен в Палату лордов, чтобы заменить лорда Килмьюира. После своего назначения он был возведен в звание пэра как барон Дилхорн из Таустера в графстве Нортгемптоншир 17 июля 1962 года. Сохранившись после отставки Макмиллана в кабинете сэра Алека Дугласа-Хьюма, когда консерваторы проиграли выборы 1964 года, он получил титул виконта Дилхорна из Гринс-Нортона в графстве Нортгемптоншир 7 декабря 1964 года, став заместителем лидера консерваторов в Палате лордов. В 1969 году он был назначен лордом апелляционной инстанции и оставался на этой должности до выхода на пенсию в августе 1980 года, когда ему исполнилось 75 лет.
Мэннингем-Буллер написал первый отчет по делу Профьюмо — внутренний отчет для правительства Макмиллана (подтвержденный его дочерью, баронессой Мэннингем-Буллер, когда она появилась в радиопрограмме Desert Island Discs). Затем, когда лорд Деннинг был назначен расследовать и отчитаться по делу, Дилхорн передал свой отчет Деннингу. Чепмен Пинчер в своей книге Inside Story, опубликованной в 1978 году, цитирует Мэннингем-Буллера, который в шутку сказал, что мог бы подать в суд на Тома Деннинга за нарушение авторских прав, поскольку значительные части отчета Мэннингем-Буллера появились в отчете Деннинга практически без изменений. Деннинг действительно включил в свой отчет многое, чего не было в отчете Мэннингем-Буллера.

## Издевательская манера
В конце 1950-х годов Бернард Левин дал Мэннингхэму-Буллеру прозвище «Bullying-Manner» в своем парламентском наброске. Когда Мэннингхэм-Буллер был возведен в пэрство как лорд Дилхорн, Левин переименовал его в лорда Стилборна. Лорд Девлин, судья по делу Адамса, описал технику Буллера следующим образом:
«Он мог быть откровенно грубым, но не кричал и не бушевал. Однако его недовольство было столь всепроникающим, его настойчивость столь бесконечной, препятствия, которые он чинил, столь далеко разбросаны, его цели, по-видимому, столь незначительны, что рано или поздно у вас возникало искушение спросить себя, стоит ли игра свеч: если вы задавали себе этот вопрос, вам конец»

.
Реджинальд Мэннингем-Буллер был одним из прообразов персонажа Кеннета Уидмерпула в романе Энтони Пауэлла «Танец под музыку времени».

## Личная жизнь
В 1930 году Реджинальд Мэннингем-Буллер женился на леди Мэри Лилиан Линдси (27 сентября 1910 — 25 марта 2004), дочери Дэвида Линдси, 27-го графа Кроуфорда. У супругов были сын и три дочери:
- Джон Мервин Мэннингем-Буллер, 2-й виконт Дилхорн (28 февраля 1932 — 25 июня 2022), преемник отца.
- Достопочтенная Мэрион Синтия Мэннингем-Буллер (26 ноября 1934 — 10 августа 2013), вышла замуж за Эдмунда Криспина Стивена Джеймса Джорджа Браднелла[8].
- Элизабет Лидия Мэннингем-Буллер, баронесса Мэннингем-Буллер (род. 14 июля 1948)
- Достопочтенная Энн Констанс Мэннингем-Буллер (род. 13 августа 1951), вышла замуж за сэра Джона Кристофера Парсонса.

Реджинальд Мэннингем-Буллер скончался в Нойдарте, в Шотландском нагорье, 7 сентября 1980 года в возрасте 75 лет и был похоронен в Дине, Нортгемптоншир. Его преемником в виконте стал его единственный сын Джон. Его вторая дочь была генеральным директором МИ5 с 2002 по 2007 год, а в 2008 году была удостоена пожизненного пэрства, став достопочтенной баронессой Мэннингем-Буллер.
В парламенте виконт Дилхорн выступил против законопроекта о легализации гомосексуальных отношений между мужчинами по обоюдному согласию.